# Kamienica przy ulicy Grodzkiej 41 w Krakowie
Kamienica przy ulicy Grodzkiej 41 – zabytkowa kamienica znajdująca się w Krakowie, w dzielnicy I przy ulicy Grodzkiej, na Starym Mieście.

## Historia kamienicy
Kamienica została wybudowana w II połowie XIV wieku przez Jana Kadnerę. W XV wieku została przebudowana. W latach 1481–1541 budynek był własnością Bractwa Miłosierdzia przy kościele św. Barbary. W 1675 dom został opuszczony. Pięć lat później nabył go i wyremontował Szymon Winiarski. W 1866 kamienica została zakupiona przez Chrystiana Landiga, na którego zlecenie przebudowano ją. W 1875 stała się własnością Izaaka Gleitzmana. 
16 września 1985 kamienica została wpisana do rejestru zabytków. Znajduje się także w gminnej ewidencji zabytków.